# The Wicker Man (película de 1973)
The Wicker Man (titulada The Wicker Man en México, El hombre de mimbre en España y El culto siniestro en Venezuela) es una película de terror británica de 1973 dirigida por Robin Hardy y protagonizada por Edward Woodward, Christopher Lee, Diane Cilento, Ingrid Pitt y Britt Ekland. El guion, escrito por Anthony Shaffer, está basado en la novela Ritual de David Pinner.

## Argumento
El sargento de policía Neil Howie recibe una carta anónima que solicita su presencia en Summerisle, una remota isla ubicada en el archipiélago de las Hébridas, que se caracteriza por su abundante producción de frutas. El caso que debe resolver dice tener relación con la desaparición de una niña llamada Rowan Morrison, quien llevaba algunos meses perdida en la isla.
Howie, un devoto y célibe cristiano, llega a la isla y se escandaliza al descubrir que sus habitantes rinden culto a antiguos dioses paganos de origen celta. El policía ve a parejas copulando al aire libre, niños que aprenden en la escuela la importancia fálica del árbol de mayo y particulares técnicas medicinales. Howie además tiene dificultades al momento de interrogar a los isleños, quienes dicen no conocer a Rowan, y cuya propia madre señala que no existe. Al entrar a una posada, Howie nota una serie de fotografías que registran un festival de la cosecha celebrado cada año. Al notar que la fotografía del año anterior no está, el posadero le dice que se rompió.
Tras descubrir una tumba con el nombre de Rowan Morrison, Howie se reúne con el líder de la isla, Lord Summerisle, para obtener un permiso de exhumación. Summerisle le cuenta al policía cómo su abuelo llegó a la isla y desarrolló nuevas variedades de frutas que se adaptaban mejor al clima de la isla. Su abuelo le inculcó a los isleños la creencia de que los antiguos dioses celtas existían, y la abundancia de las cosechas dependían del culto que se le hiciera a ellos. Tras conversar con Summerisle, Howie abre la tumba de Rowan, pero encuentra solamente el cadáver de una liebre. El policía vuelve a reunirse con Summerisle y le dice que sospecha que la niña fue asesinada como parte de un sacrificio pagano. 
Posteriormente, Howie descubre la fotografía del festival de la cosecha del año anterior, en la cual aparece Rowan parada junto a unas cajas vacías, indicando que la producción de aquel año fue escasa. El policía luego va la biblioteca de la isla y descubre que las culturas paganas ofrecían sacrificios humanos cuando la cosecha de un año fracasaba. Howie cree que Rowan aún se encuentra viva y posiblemente será sacrificada para asegurar una mejor cosecha.
Al día siguiente, luego de descubrir que su avioneta fue saboteada, Howie decide buscar a Rowan por su cuenta. El policía inmoviliza al posadero y roba su disfraz de Punch, un personaje popular que forma parte de la Festividad de los Mayos. Howie se une a la procesión de los isleños y finalmente encuentra a Rowan atada. El policía la desata e intenta escapar con ella, pero son atrapados por Summerisle y los isleños. Mientras Rowan abraza a Summerisle, el líder de la isla le revela a Howie que todo había sido un plan de ellos para que él fuera a la isla por su propia voluntad. Summerisle explica que el estilo de vida devoto que llevaba el policía, sumado a su celibato, lo hacía ideal para el sacrificio exigido por los dioses.
A pesar de los reclamos de Howie, los isleños lo visten con una túnica ceremonial y lo atan. Posteriormente es llevado hasta una colina donde se ha construido una gigantesca estatua de mimbre, en cuyo interior hay animales ofrecidos en sacrificio. Los isleños encierran al policía dentro de la estatua y le prenden fuego. Mientras los habitantes de la isla se reúnen alrededor de la estatua cantando, Howie los maldice y luego recita el salmo 23, rogando a Dios que le permita acceder al Cielo. La película termina cuando la estatua de mimbre se encuentra rodeada por las llamas, lo que provoca que su cabeza se desmorone.

## Reparto
- Edward Woodward como sargento Neil Howie.
- Christopher Lee como Lord Summerisle.
- Diane Cilento como miss Rose.
- Britt Ekland como Willow.
- Ingrid Pitt como bibliotecaria.
- Lindsay Kemp como Alder MacGregor.
- Russell Waters como capitán de puerto.
- Aubrey Morris como jardinero / enterrador.
- Irene Sunter como May Morrison.
- Walter Carr como profesora.
- Roy Boyd como Broome.
- Peter Brewis como músico.
- Gerry Cowper como Rowan Morrison.

## Producción

### Guion
En 1967, el guionista británico Anthony Shaffer compró los derechos de la novela Ritual, escrita por David Pinner, para realizar un guion basado en ella. La novela giraba en torno a un policía que viaja a una remota isla para investigar la desaparición de una niña. A medida que el policía recorre la isla, descubre que sus habitantes adoran a antiguos dioses paganos. Según Pinner, la idea original era que la película fuese protagonizada por John Hurt. Shaffer presentó su idea al actor Christopher Lee y al productor Peter Snell, con quienes tenía deseos de hacer una película. Sin embargo, el plan fue rechazado argumentando que la novela no era lo suficientemente buena. En lugar de adaptar la novela, los productores decidieron escribir una nueva historia, utilizando ciertos elementos de Ritual. El proceso contó con la ayuda de Robin Hardy, un director de cine que había trabajado anteriormente con Shaffer.
Hardy y Shaffer investigaron aspectos de las religiones paganas para poder hacer la película. Escenas como el festival de mayo que se muestra al final de la cinta, la danza Morris o la práctica de saltar sobre una hoguera, están basadas en tradiciones reales que se realizan en Europa. El guion de The Wicker Man tenía como idea central el conflicto de ideas existente entre la religión cristiana del policía y las prácticas paganas de los isleños.

### Rodaje

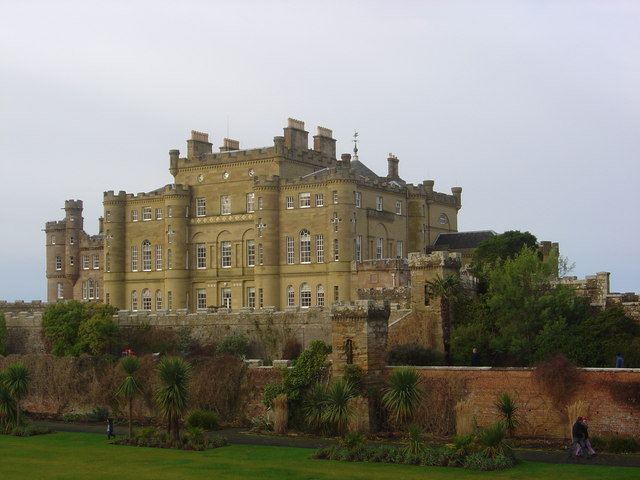
El Castillo de Culzean, utilizado en la película para representar la casa de Lord Summerisle.

El rodaje de la película duró ocho semanas, durante el otoño de 1972. Dado que la película estaba ambientada en el verano, se utilizaron frutas de plástico y los árboles fueron decorados con flores falsas para lograr la apariencia de aquella estación del año. Las escenas fueron filmadas en los pueblos escoceses de Gatehouse of Fleet, Newton Stewart, Kirkcudbright, Plockton y Creetown. El Castillo de Culzean, ubicado en Ayrshire, fue utilizado para representar la casa de Lord Summerisle. Las escenas iniciales de la película fueron rodadas en la isla de Skye, perteneciente a las Hébridas Interiores.
Se construyeron tres estatuas de mimbre para rodar el desenlace de la película, las cuales tenían una altura de 15 a 18 metros. Las estatuas fueron construidas en Inglaterra y posteriormente trasladadas al lugar de filmación; para facilitar el traslado, las piernas y brazos de las estatuas fueron separadas del cuerpo, debiendo ser unidas al llegar a su destino. Durante el rodaje de la película se quemaron solo dos estatuas, y la tercera fue llevada al festival de Cannes. Según la actriz Britt Ekland, algunos animales murieron accidentalmente al filmar las escenas en que la estatua era incendiada. Sin embargo, el director Robin Hardy sostuvo que ningún animal fue lastimado durante el rodaje de esas escenas.

## Recepción
The Wicker Man obtuvo una respuesta positiva por parte de la crítica cinematográfica. La película posee un 89% de comentarios positivos en el sitio web Rotten Tomatoes, basado en un total de 47 reseñas. En 2004, el programa de televisión The 100 Scariest Movie Moments de la cadena Bravo la ubicó en el puesto número 45 de los 100 momentos más terroríficos del cine. En 2008, la revista Empire llevó a cabo una encuesta entre lectores y críticos de cine para seleccionar las 500 mejores películas de todos los tiempos, y The Wicker Man fue ubicada en el puesto 485.
En 2006 se estrenó un remake de la película, dirigido por Neil LaBute y protagonizado por Nicolas Cage y Ellen Burstyn.